# Джованні Джакомацці
Джованні Джакомацці (італ. Giovanni Giacomazzi, * 18 січня 1928, Сан-Мартіно-ді-Лупарі — † 12 грудня 1995, Мілан) — колишній італійський футболіст, захисник.
Насамперед відомий виступами за клуби «Інтернаціонале» та «Алессандрія», а також національну збірну Італії.
Дворазовий чемпіон Італії. 

## Клубна кар'єра
Вихованець футбольної школи клубу «Лупаренсе». Дорослу футбольну кар'єру розпочав 1948 року в основній команді того ж клубу, в якій провів один сезон.
Своєю грою за цю маловідому нижчолігову команду привернув увагу представників тренерського штабу клубу «Інтернаціонале», до складу якого приєднався 1949 року. Відіграв за «нераззуррі» наступні вісім сезонів своєї ігрової кар'єри. Більшість часу, проведеного у складі «Інтернаціонале», був основним гравцем захисту команди. За ці роки двічі ставав чемпіоном Італії
1957 року уклав контракт з клубом «Алессандрія», у складі якого провів наступні сім років своєї кар'єри гравця. Граючи у складі «Алессандрії» також здебільшого виходив на поле в основному складі команди.
Завершив професійну ігрову кар'єру у нижчоліговому клубі «Меда», за команду якого виступав протягом 1964—1966 років.

## Виступи за збірну
1954 року дебютував в офіційних матчах у складі національної збірної Італії. Протягом кар'єри у національній команді, яка тривала усього 2 роки, провів у формі головної команди країни 8 матчів. У складі збірної був учасником чемпіонату світу 1954 року у Швейцарії.

## Титули і досягнення
- Чемпіон Італії (2):

«Інтернаціонале»:  1952-53, 1953-54